# Elecciones federales de México de 1922
Las elecciones federales de México de 1922 fueron las elecciones que se llevaron a cabo en México el 2 de julio de 1922. En ellas se renovaron los siguientes cargos de elección popular:
- 29 senadores. Miembros de la cámara alta del Congreso de la Unión para integrar la XXX Legislatura. Un senador elegido de manera directa por cada estado de la República y el Distrito Federal para un periodo de dos años con posibilidad de reelección inmediata.

- 262 diputados federales. Miembros de la cámara baja del Congreso de la Unión para integrar la XXX Legislatura. Un diputado elegido por mayoría relativa por cada distrito para un periodo de dos años con posibilidad de reelección inmediata.